# Регионално управление на образованието
Регионално управление на образованието (РУО) е териториална администрация към министъра на образованието и науката за управление и контрол на системата на предучилищното и училищното образование. Всяка област в България разполага със свое РУО.
Старото наименование на РУО е РИО (Регионален инспекторат на образованието).

## Структура
Всяко РУО е юридическо лице на бюджетна издръжка към министъра на образованието и науката. Явява се второстепенен разпоредител с бюджет на МОН и е административна структура, която се управлява и представлява от началник.
Съгласно чл. 253 (2) от Закона за предучилищното и училищното образование (ЗПУО), устройството и функциите на регионалните управления на образованието, както и областите, на чиято територия те осъществяват дейността си, се определят с Правилник за устройството и функциите на регионалните управления на образованието, издаден от министъра на образованието и науката, обн. ДВ. бр. 13 от 7 февруари 2017 г. Съгласно чл. 12. (1) от ПУФРУО според разпределението на дейностите администрацията на регионалното управление на образованието е обща и специализирана.
Общата администрация е организирана в отдел „Административно-правно, финансово-стопанско и информационно обслужване“ (АПФСИО) и подпомага и технически осигурява дейността на началника на РУО, на специализираната администрация, както и осъществява дейности по административното обслужване на физическите и юридическите лица и контрол в рамките на функционалната си характеристика.
Специализираната администрация е организирана в отдел „Организационно-методическа дейност и контрол“ (ОМДК) и подпомага дейността на началника на РУО, като организира, подпомага методически и контролира институциите в системата на предучилищното и училищното образование в рамките на функционалната си характеристика.
Отделите си взаимодействат при задачи, които изискват обмен на информация и съчетаване на компетенциите.

## Функции
Всяка година МОН приема План за дейността на всяко РУО, на основание чл. 16, ал. 1 от Правилника за устройството и функциите на регионалните управления на образованието (ПУФРУО).
Основни приоритети в дейността на РУО са:
1. Ефективно управление на образователната система за всяка област за реализиране на държавната образователна политика за подобряване на качеството на образование и осигуряване на равен достъп и пълноценна социализация на всички деца и ученици.
2. Обединяване устията на институциите за постигане на по-висока степен на обхват и задържане на ученици подлежащи на задължително образование и в риск и предотвратяване отпадането им от образователната система.
3. Подобряване на качеството на професионалното образование и осигуряване на условия за по-ефективни връзки с бизнеса за поетапно влизане на дуалната система на обучение.
4. Подкрепа, координация и контрол за реализиране на приобщаващото образование в образователните институции на територията на областта
5. Планиране, координиране и контрол на дейностите за повишаване квалификацията на педагогическите специалисти.
6. Подпомагане, координиране и мониторинг на училищата и детските градини за постигане целите на националните стратегии и плановете към тях.